# Schlacht bei Byland
Schlachten des Ersten Schottischen Unabhängigkeitskrieges

Berwick – Dunbar – Stirling Bridge – Falkirk – Roslin – Stirling Castle – Methven – Dalry – Glen Trool – Loudoun Hill – Inverurie – Brander – Perth – Bannockburn – Berwick – Berwick – Myton – Byland – Weardale
Schlachten des Zweiten Schottischen Unabhängigkeitskrieges

Kinghorn – Dupplin Moor – Annan – Berwick – Halidon Hill – Boroughmuir – Culblean – Neville’s Cross
Die Schlacht bei Byland (auch Schlacht bei Blackhow Moor oder Blakehoumor) war eine Schlacht während des Ersten Schottischen Unabhängigkeitskrieges. Am 14. Oktober 1322 schlug ein schottisches Heer die Nachhut eines englischen Heeres, das einen Feldzug nach Schottland geführt hatte. Der Kampf war vermutlich eher nur ein Geplänkel, doch der englische König Eduard II. konnte nur knapp der Gefangennahme entkommen und erlitt damit eine schändliche Niederlage. Im Mai 1323 schloss England einen längerfristigen Waffenstillstand mit Schottland.

## Vorbereitungen für einen erneuten englischen Feldzug nach Schottland
Nach seinem Sieg über den rebellischen Earl of Lancaster und die anderen Rebellen bis März 1322 wandte sich Eduard II. erneut dem Krieg mit Schottland zu. Bereits am 25. März 1322 berief er sein Feudalheer für den 13. Juni nach Newcastle. Am 11. Mai wurde der Beginn des Feldzugs auf den 24. Juli verlegt. Dem englischen Heer gehörten Aufgebote aller führenden Magnaten an, darunter die der Earls of Pembroke, Arundel, Norfolk, Kent, Carlisle, Warenne, Richmond, Winchester, Louth, Athol und Angus, dazu Truppen des jüngeren Despenser und von Henry of Lancaster, der aber selbst an dem Feldzug nicht teilnahm. Für den Feldzug wurden umfangreiche Vorräte beschafft und nach Newcastle gebracht. Von dort sollten die Vorräte mit Schiffen nach Schottland transportiert werden, wo die Engländer die Häfen besetzen wollten.

## Schottischer Vorstoß nach England
Die Schotten unter König Robert Bruce kamen dem englischen Angriff zuvor und machten ab dem 17. Juni einen Vorstoß in die Region um Carlisle, während sich das englische Heer an der Ostküste sammelte. Bruce stieß über 120 km nach Süden bis nach Lancaster vor. Dort traf er auf Verstärkungen unter dem Earl of Moray und James Douglas, und gemeinsam brannten sie Preston nieder. Der englische König schickte am 3. August Truppen von Newcastle aus nach Westen, um die Schotten aufzuspüren, doch diese hatten sich bereits am 24. Juli auf schottisches Gebiet zurückgezogen.

## Vergeblicher englischer Feldzug nach Schottland
Bis zum 6. August hatte sich das Gros des englischen Heeres in Newcastle gesammelt. Es bestand aus weniger als 300 Rittern sowie etwa 950 men-at-arms, dazu kamen etwa 2100 leichte Reiter. Die recht geringe Zahl der anwesenden Ritter zeigt, wie stark der Adel durch die Niederschlagung der Rebellion von Lancaster und seiner Anhänger dezimiert worden war. Neben den Reitern waren fast 20.000 Fußsoldaten aus England, aus Wales und aus der Gascogne aufgeboten worden, deren genaue Zahl jedoch schwer zu erfassen ist. Bereits in Newcastle kam es zu bewaffneten Streitereien zwischen walisischen und englischen Soldaten, dazu richteten Soldaten in einem Kloster schwere Beschädigungen an. Am 12. August überschritt das englische Heer die schottische Grenze in der Hoffnung, die Schotten in einer offenen Feldschlacht zu stellen. Die Schotten wichen einer Schlacht jedoch aus und zogen sich stattdessen unter ihrem König nach Norden zurück. Dabei nahmen sie alle Vorräte mit oder zerstörten sie, so dass sie den Engländern nur verbrannte Erde hinterließen. Robert Bruce errichtete schließlich sein Lager bei Culross Abbey und wartete dort die weitere Entwicklung ab. Die Engländer erreichten am 18. August Crichton, am 19. August Musselburgh und am 20. August Leith. In den Häfen warteten sie aber vergebens auf die englischen Versorgungsschiffe. Der König hatte bereits in Musselburgh Henry de Beaumont zurückgesandt, um zu erkunden, warum nur wenige englische Schiffe die schottischen Häfen anliefen. Vierzehn englische Schiffe waren in einem Sturm gesunken, doch die meisten Schiffe hatten aus Furcht vor flämischen Seeräubern nicht die Häfen verlassen. Tatsächlich hatten niederländische Piraten bereits seit längerem englische Schiffe und auch Ortschaften an der Küste überfallen, doch Eduard II. hatte bislang nur geringe Abwehrmaßnahmen getroffen. Er beschuldigte nun die Flamen, mit den Schotten verbündet zu sein, doch tatsächlich war die flämische Regierung wohl durch die Krankheit von Graf Robert III., der im September 1322 starb, so geschwächt, dass sie die Aktivitäten ihrer Seefahrer nicht unterband.

## Rückzug der Engländer
Ohne bei dem Vorstoß Erfolge erzielt zu haben, musste sich das englische Heer aus Mangel an Lebensmitteln wieder zurückziehen. Am 21. August verließ der König Leith, und über Melrose und Dryburgh zog das englische Heer nach Süden. Dabei brannten die Engländer unter anderem Dryburgh und Melrose Abbey nieder. Bei der Plünderung von Melrose wurden die Engländer überraschend von schottischen Truppen unter James Douglas angegriffen, wobei sie schwere Verluste erlitten. Noch höhere Verluste hatten die Engländer durch Hunger und Krankheiten. Unter den Toten war auch Adam, der einzige bekannte uneheliche Sohn von Eduard II. Am 2. September überquerte die englische Armee wieder die Grenze nach England. Anschließend entließ der König den Großteil seines Heeres.
Das große englische Heer hatte sich in dem Feldzug als zu schwerfällig erwiesen, um gegen die mobilen schottischen Kräfte Erfolge zu erzielen. Unter den Soldaten befanden sich gepanzerte Fußsoldaten, die jedoch keine Gelegenheit hatten, ihren Wert zu beweisen. Dagegen fehlten leichte Reiter, die sich wenige Monate zuvor bei der Verfolgung der Rebellen unter Lancaster bewährt hatten. Da die Engländer in Schottland auch keine Stützpunkte mehr hatten, konnten die Schotten den Engländern einfach ausweichen. Sie brauchten dann nur abzuwarten, bis die Engländer sich vor Hunger geschwächt zurückzogen. Die Masse der englischen Soldaten überforderte die Nachschublinien, auch wenn der König versucht hatte, den Nachschub durch eine Flotte sicherzustellen. Ein großer Teil der Vorräte, die unter großem Aufwand gesammelt und nach Newcastle gebracht worden waren, verrottete dort nach Ende des Feldzugs. Aufgrund der hohen Verluste, ohne dass es in Schottland zur Schlacht gekommen war, wurde der Feldzug von den zeitgenössischen Chronisten als eine noch schlimmere Niederlage als der Feldzug von 1314 angesehen, wo es bei Bannockburn wenigstens zu einer Schlacht gegen die Schotten gekommen war.

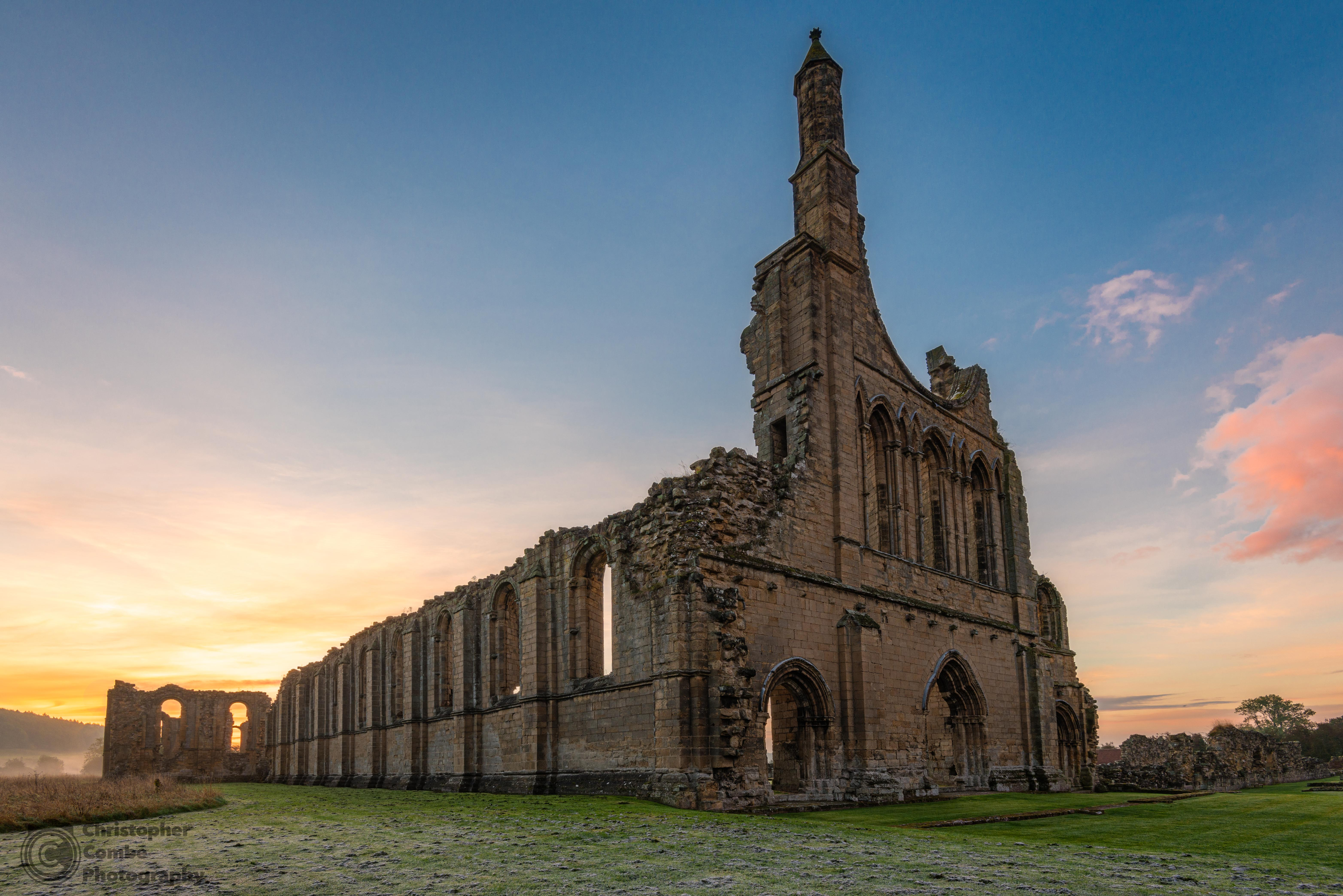
Die Ruinen von Byland Abbey, von wo Eduard II. nur knapp einer Gefangennahme durch die Schotten entkommen konnte

## Verfolgung des englischen Königs durch die Schotten
Ohne dass es die Engländer zunächst bemerkten, wurden sie durch ein schottisches Heer verfolgt. Um den 30. September überquerten die Schotten ebenfalls die Grenze. Um den 12. Oktober waren die Schotten unter Führung von Robert Bruce in Northallerton in Yorkshire und damit nur noch 24 km vom englischen König entfernt, der sich in Rievaulx Abbey aufhielt. Nach der Entlassung des englischen Heeres befanden sich nur noch der Earl of Louth, der Steward of the Household Richard Damory, der nordenglische Baron Ralph Neville sowie der jüngere Despenser mit ihren Rittern und Soldaten im unmittelbaren Gefolge von Eduard II. Der König hatte spätestens am 2. Oktober von der Verfolgung durch die Schotten erfahren und den Earl of Carlisle und andere Barone mit ihrem Gefolge zu sich befohlen. Der Earl of Carlisle wurde aber durch schottische Truppen, die die Umgebung von Carlisle plünderten, daran gehindert, dem König zu Hilfe zu kommen. Nachdem Carlisle und auch andere Magnaten nicht mit ihren Truppen erschienen waren, befahl Eduard II. am 13. Oktober dem in der Nähe befindlichen Earl of Pembroke mit allen zur Verfügung stehenden Soldaten am 14. Oktober nach Byland Abbey zu kommen. Dort sollte er zusammen mit den Truppen des Königs und mit den Truppen des inzwischen eingetroffenen Earl of Richmond und mit denen von Henry de Beaumont die Schotten stellen.

## Schlacht bei Byland und Flucht des englischen Königs
Am Morgen des 14. Oktober trafen Pembroke und Richmond bei einer Erkundung auf der Höhe des Blackhow Moor auf die angreifenden Schotten. Es kam zu einem Gefecht, während dem ein Teil der schottischen Truppen die englische Kampflinie umging. In einem kühnen Angriff stürmten sie einen steilen Hügel hinauf, worauf die englische Stellung unhaltbar wurde. Die Engländer flüchteten, doch Richmond geriet zusammen mit Ralph Cobham, dem französischen Ritter Henry de Sully, dem Grand bouteiller de France und anderen in schottische Gefangenschaft. Pembroke flüchtete wahrscheinlich nach der Schlacht zusammen mit seinem Vasallen John Darcy nach York. Eduard II. erfuhr in Byland Abbey beim Frühstück von der Niederlage. Er musste überstürzt flüchten, wobei er das Privy Seal und zahlreiche Wertgegenstände zurücklassen musste. Dicht verfolgt von den Schotten, flüchtete er mit dem Earl of Kent, dem jüngeren Despenser und Henry de Beaumont nach Bridlington Priory. Der Prior des Klosters führte den König nach Burstwick, von wo er am 18. Oktober York erreichen konnte. Die Schotten rächten sich durch die Zerstörung von Bridlington Priory und weiteren Überfällen im East Riding of Yorkshire, ehe sie sich erst am 2. November über die Grenze zurückzogen.

## Flucht der englischen Königin
Mit dieser Flucht war die Gefahr für den König noch nicht gebannt, denn er hatte Ende September seine Frau, Königin Isabelle in die vermeintlich sichere Tynemouth Priory geschickt. Das Kloster hatte wohl eine leicht zu verteidigende Lage, doch nach der Schlacht bei Byland waren die englischen Truppen, die es verteidigen sollten, zerstreut. Die Königin befand sich mit ihrem Gefolge nun hinter den englischen Linien, womit ihr die Gefangennahme durch die Schotten drohte. Offenbar nur knapp konnte Isabelle zusammen mit Eleanor de Clare, der Frau des jüngeren Despenser flüchten. Möglicherweise mussten sie mit einem Boot über das offene Meer fahren.

## Weitere Kämpfe in den Scottish Marches
Bereits nach seiner Rückkehr nach England hatte der König am 18. September ein Parlament einberufen, das am 14. November in York zusammentrat. Angesichts der demütigenden Niederlage wurde am 27. November entschieden, dass der König zusammen mit weiteren Magnaten den Winter über in Nordengland bleiben sollte, um weitere schottische Überfälle abzuwehren. Der König ernannte den Earl of Carlisle zum Verteidiger der gesamten Scottish Marches, dazu betraute er lokale Befehlshaber wie Thomas de Grey mit der Verteidigung von Norham und Bischof Louis de Beaumont mit der Verteidigung von Durham. Zur Finanzierung eines neuen Feldzugs gegen Schottland bewilligte das Parlament für 1323 hohe Steuern, und für den 2. Februar 1323 wurden neue Truppen nach York berufen. Das Vertrauen der Magnaten in die militärischen Fähigkeiten des Königs war jedoch erschüttert, zumal die Schotten weitere Vorstöße bis nach Bamburgh, Dunstanburgh, Warkworth und Alnwick Castle unternahmen. Diesen Angriffen konnten die englischen Besatzungen der Burgen nichts entgegensetzen.

## Waffenstillstand von Bishopthorpe
Die anhaltenden schottischen Überfälle bewogen den Earl of Carlisle dazu, eigenmächtig am 3. Januar 1323 mit dem schottischen König in Lochmaben einen Waffenstillstand zu schließen. Carlisle hoffte wohl, dass der König dies billigen würde, doch Eduard II. bewertete den Waffenstillstand als Verrat und erklärte ihn für ungültig. Er glaubte offenbar fälschlicherweise, dass Carlisle ihn bereits in Byland absichtlich in Stich gelassen hatte, ließ ihn verhaften und wenig später als Verräter hinrichten. Noch vor Carlisles Hinrichtung begannen jedoch mit Billigung des Königs neue Verhandlungen mit den Schotten über einen Waffenstillstand. An den Verhandlungen war zunächst vor allem der Earl of Pembroke beteiligt, während Gefolgsleute des in schottischer Gefangenschaft befindlichen Henry de Sully als Vermittler dienten. Am 14. März wurde ein vorläufiger, bis zum 22. Mai befristeter Waffenstillstand geschlossen. Er wurde am 29. April bis zum 2. Juni verlängert. Hugh Despenser, ein Sohn des jüngeren Despenser, John Hastings und weitere englische Adlige wurden als Geiseln gestellt, während der schottische Bischof von St Andrews und der Earl of Moray in Newcastle und York über einen längerfristigen Waffenstillstand verhandelten. Der englischen Delegation gehörten ab dem 1. Mai wieder Pembroke, der Bischof von Exeter, der jüngere Despenser und Robert Baldock an, die schließlich nach längeren Verhandlungen einen dreizehnjährigen Waffenstillstand erreichten. Dieser wurde am 30. Mai 1323 vom König und dem Kronrat mit den schottischen Gesandten im Palast des Erzbischofs von York in Bishopthorpe besiegelt. In dem Vertrag wurden die jeweiligen Besitzstände festgeschrieben. Durch ein Verbot des Ausbaus von Befestigungen auf beiden Seiten der Grenze und durch die Benennung von Beamten, die für die Einhaltung der Vertragsbedingungen zuständig waren, sollte der Frieden gewahrt werden. Dazu sicherten die Engländer zu, dass schottische Schiffe auf ihrer Fahrt entlang der englischen Küsten nicht angegriffen würden. Seit Dezember 1322 hatte Eduard II. auch mit der mit Schottland verbündeten Grafschaft Flandern Friedensverhandlungen führen lassen, die am 5. April 1323 mit einem Waffenstillstand abgeschlossen wurden.

## Scheitern von weiteren Verhandlungen mit Schottland
Für zahlreiche englische Magnaten war der Waffenstillstand mit Schottland inakzeptabel, da sie ihre Ansprüche auf schottische Ländereien bedroht sahen. Auch Eduard II. war trotz der langen Vertragslaufzeit nicht bereit, Robert Bruce als schottischen König anzuerkennen. Er rief Edward Balliol, einen Sohn des früheren schottischen Königs John Balliol, aus seinem Exil in der Bretagne zurück nach England. Dazu sandte er Bischof John Stratford zur Kurie nach Avignon, um die Aufhebung der Exkommunikation der Schotten durch den Papst zu verhindern. Papst Johannes XXII. hob die Exkommunikation wohl nicht auf, doch er erkannte Robert Bruce als schottischen König an. Angesichts dieser diplomatischen Intrigen brachen die Schotten die weiteren Friedensverhandlungen in York 1324 ab. Stattdessen erneuerten sie im April 1326 mit dem Vertrag von Corbeil die Auld Alliance mit Frankreich.